# 초코노랑어깨박쥐
초코노랑어깨박쥐(Sturnira koopmanhilli)는 주걱박쥐과(신세계잎코박쥐과)에 속하는 박쥐의 일종이다. 남아메리카에서 발견된다.

## 특징
중간 크기의 박쥐로 머리부터 몸까지 길이는 72~80mm, 어깨 길이는 48.1~52.4mm, 발 길이는 11~19mm이다. 귀 길이는 13~20mm이고, 몸무게는 최대 36g이다.

## 생태
먹이는 과일이다. 4월과 5월, 7월에 두 마리의 임신한 암컷이 포획된 기록이 있지만, 11월말에 모유 수유하는 모습이 관찰된 바 있다.

## 분포 및 서식지
에콰도르 서부와 콜롬비아 남서부에서 흔하게 분포한다. 해발 300m와 2000m 사이의 습윤 숲에서 서식한다.

## 보전 상태
최근에 발견되어 아직 보전 등급이 없다.